# Olina Francová
Olina Francová (* 5. června 1962 Praha) je česká malířka a sochařka, která žije a pracuje v Praze.

## Život
Je dcerou již zemřelého akademického malíře, grafika a sochaře Miroslava J. Černého. S výtvarnými díly svého otce i jeho přátel (Vladimír Silovský, Ladislav Čepelák, Václav Turek, Vojtěch Adamec…) byla konfrontována již od raného dětství.

### Studium
Po střední odborné škole výtvarné na Hollarově náměstí v Praze, nastoupila na Akademii výtvarných umění do ateliéru Grafiky, pod vedením Ladislava Čepeláka. Absolvovala v roce 1990.

## Dílo
Již na vysoké škole se seznámila s technologií smaltu, od té doby pracuje výhradně se železem (smaltované obrazy, svařované plastiky, realizace do architektury).
V roce 1991 spoluzaložila první ženskou výtvarnou skupinu Koza Nostra.
- „Olina Francová byla vždy přitahována postavou: osamoceným člověkem, ale i člověkem ve vztazích (Voyer nahlížející oknem, Duchové – pro něž neexistují žádné překážky, Šamani…). Na autorku silně působily dojmy ze vzdálených zemí a poznávání jejich kultur. Můžeme se setkat s inspiracemi z Mexika (cyklus Okna), nebo v současné době z Afriky (cyklus Šamani). Tak se postupně expresivně pojaté figury začaly podřizovat přísnému řádu, tvary se geometrizovaly, až dospěly k základním znakům: k minimalistickému vyjádření, jež evokuje postavy šamanů či masky jako symboly kultu předků.“ Alena Křížová
- „V tvorbě Oliny Francové je silný erotický náboj s provokativními momenty, které jsou ale plné humoru a nadhledu. Jeden z kritiků její umělecký feminismus přirovnal k práci režisérky Chytilové. Když už bych měl zůstat u filmu, použil bych spíše srovnání s inteligentním feminismem Olgy Sommerové. Ostatně o mnohém vypovídá členství Francové v umělecké skupině tří výtvarnic Koza Nostra, které mělo lehce recesistně feministický nádech“. Kamil Drabina
- „Česká výtvarníčka Olina Francová sa nebojí slova feminizmus, ale zároveň nechce držať nad hlavou jeho plamennú vlajku. Bola členkou prvej výtvarnej skupiny Koza Nostra, ktorá vznikla v roku 1991, ale svoje posobenie v nej brala skor ako humornú recesiu. Svoje príbehy maľuje na železný plech. Sú to smaltované obrazy, ktoré balancujú na hrane provokácie“. Ludo Petránský
- „Dvouletý projekt (2008–2010) 14 sochařských „zastavení“ Oliny Francové (1962, viz At.č.24/00,4/01,12,20/09) je další fází ženského umění a zpodobňování bolestné „cesty“, která však opouští tradiční zobrazování násilí na ženách, neboť rozvíjí sofistikovanější příběh pohlaví. Zatímco v biblickém příběhu je centrálním symbolem kříž a polonahé mužské tělo, její projekt Holky – Burky tělo naopak zahaluje do symbolicky srozumitelné plechové formy dvoumetrového závoje. Umělecky radikalizující projekt Francové se stává sekulární kritickou reflexí genderové politiky, která v jednom civilizačním kruhu nutí v totalitě společenského vědomí kráčet ženy doloresovou cestou „zahalování“ a v jiném okruhu podřizuje ženské tělo diktátu sexualizované zmodifikované nahoty. I když komičnost Holek – Burek rozbíjí uzavřenou, strnulou formu tělesné genderové existence, je projekt Oliny Francové výsostně politický a v jistém smyslu i náboženský“. Miroslav Vodrážka

## Výstavy

### Samostatné výstavy
- 2012 – Holky – Burky, Galerie Klenová[2]
- 2011 – Holky – Burky, Divadlo Husa na provázku, Brno
- 2010 – Holky – Burky, Galerie Béčka, Smržovka[3]
- 2008 – Galerie Guba, Bratislava, SR
- 2006 – Šamani, Galerie Langův Dům, Frýdek-Místek
- 2005 – Šamani a fetiše, Galerie Nová Síň, Praha
- 2004 – Galerie Béčka, Smržovka
- 2002 – Galerie Emócia, Žilina, SR
- 2001 – Príbehy z iného pera, Galeria Michalský Dvor, Bratislava, SR
- 2000 – Libuše, Galerie Vyšehrad, Praha
- 2000 – Galerie Paměť, Praha
- 2000 – Naše Věc, regionální muzeum Kolín
- 1996 – Vysoké napětí, Galerie U Rotundy, Týnec nad Sázavou
- 1992 – Franc na železe, Galerie U Řečických, Praha

### Společné výstavy
- 2010 – Panenky, Galerie Černá Labuť, Praha
- 2010 – Bláznivý barevný svět, Galerie Millénium, Praha
- 2010 – Krajina, Tělo, Záření, Nostický palác Praha
- 2010 – Výsledky sympózia Smalt Art, Ostrava
- 2009 – Výsledky sympózia Smalt Art, Ostrava
- 2008 – Smalty a obrazy, Galeria na Hrade, Trenčín, SR
- 2007 – Exotismy ve výtvarném umění XX. století, České muzeum výtvarného umění Praha, galerie výtvarného umění v Hodoníně a Chebu, Východočeská galerie v Pardubicích
- 2005 – Šamani a fetiše, Smržovka
- 2003 – IV. Mezinárodní trienále smaltu, Muzeum Frýdek-Místek
- 2000 – III. Mezinárodní trienále smaltu, Muzeum Frýdek-Místek
- 1997 – Otec a dcera (s M. J. Černým), galerie zelený Dům, Újezd nad lesy
- 1997 – The 10th International Enameling Art Exhibition in Japan, Tokyo, Japonsko
- 1995 – International Email austelung, Coburg, SRN
- 1994 – Kov a šperk, Muzeum skla a bižuterie, Jablonec nad Nisou
- 1993 – Koza Nostra, Galerie Fronta, Praha
- 1992 – Koza Nostra, Galerie Dílo, Ostrava
- 1991 – Koza Nostra, Galerie Vyšehrad, Praha

### Sympózia
- 2010 – Smalt Art, Ostrava
- 2009 – Smalt Art, Ostrava
- 2002 – Sympozium smaltu Budafok, Budapešť, Maďarsko
- 2001 – Kov a šperk, Smržovka
- 1994 – Kov a šperk, Smržovka